# Кенора
Кено́ра (англ. Kenora) — город в Северо-Западной Онтарио, является центром округа Кенора. Город расположен на побережье Лесного озера недалеко от границы с провинцией Манитоба и в 200 км к востоку от Виннипега. В 2000 году в результате преобразований к городу присоединились города Кеватин (англ. Keewatin) и Джеффри Мелик (англ. Jaffray Melick).

## История

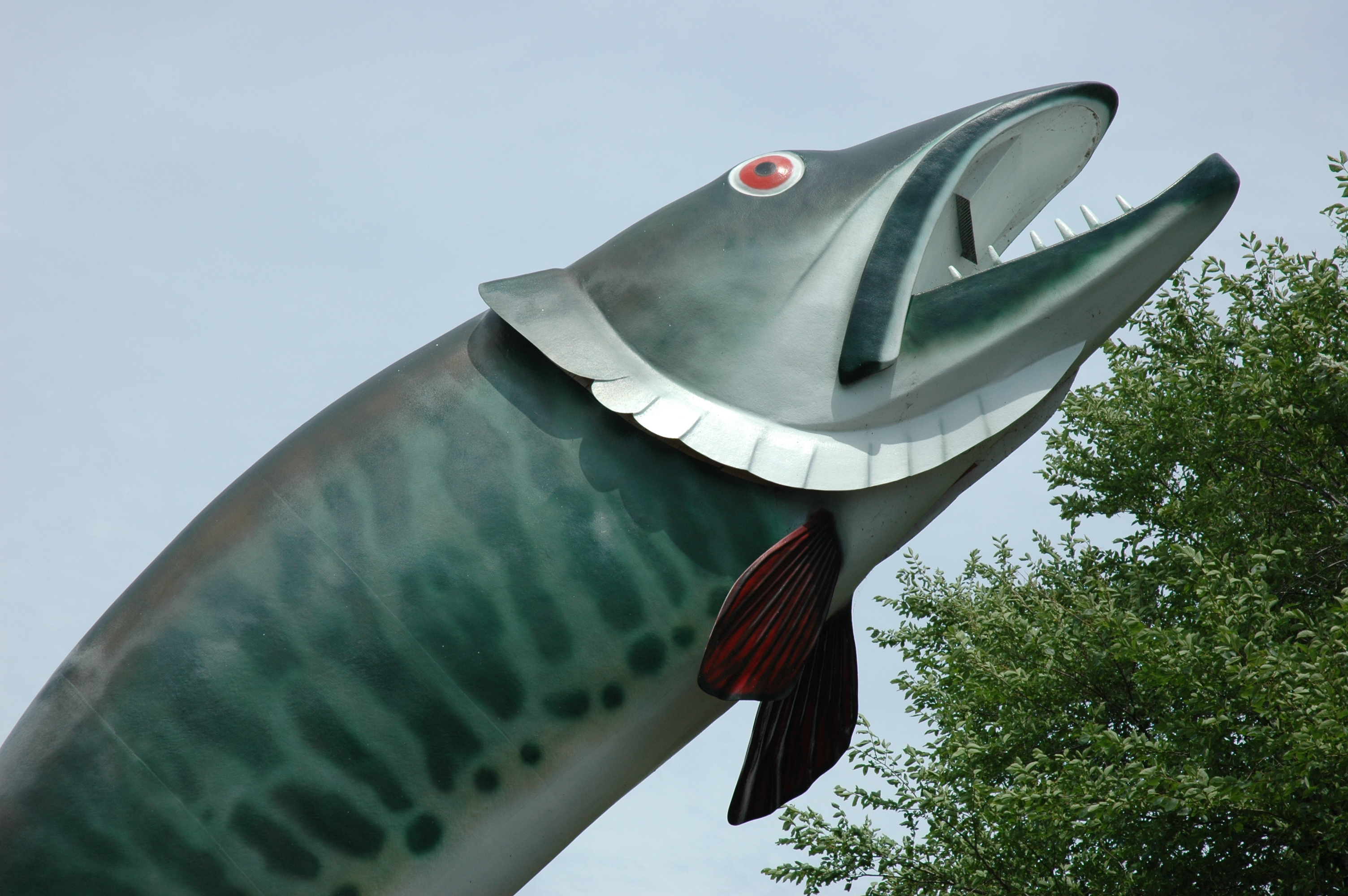
Хаски-зе-Маски

В 1878 году Компания Гудзонова залива основала постоянное поселение Rat Portage, что переводится как Крысиный Волок ("переправа к земле ондатр (мускусных крыс)"). 
Строительство Канадской Тихоокеанской железной дороги, начавшееся около 1880 года, привело к лесозаготовкам, пароходам, золотодобыче, рыболовству, развитию гидроэнергетики и мукомольному производству.
B 1905 году оно было переименовано в Кенора. Название является комбинацией слов: Кеватин (Keewatin), Норман (Norman) и Rat Portage.
В 1967 году, в год столетия Канадской конфедерации, в Кеноре была установлена скульптура Хаски-зе-Маски (англ. Husky the Muskie), которая стала символом города.

## Экономика

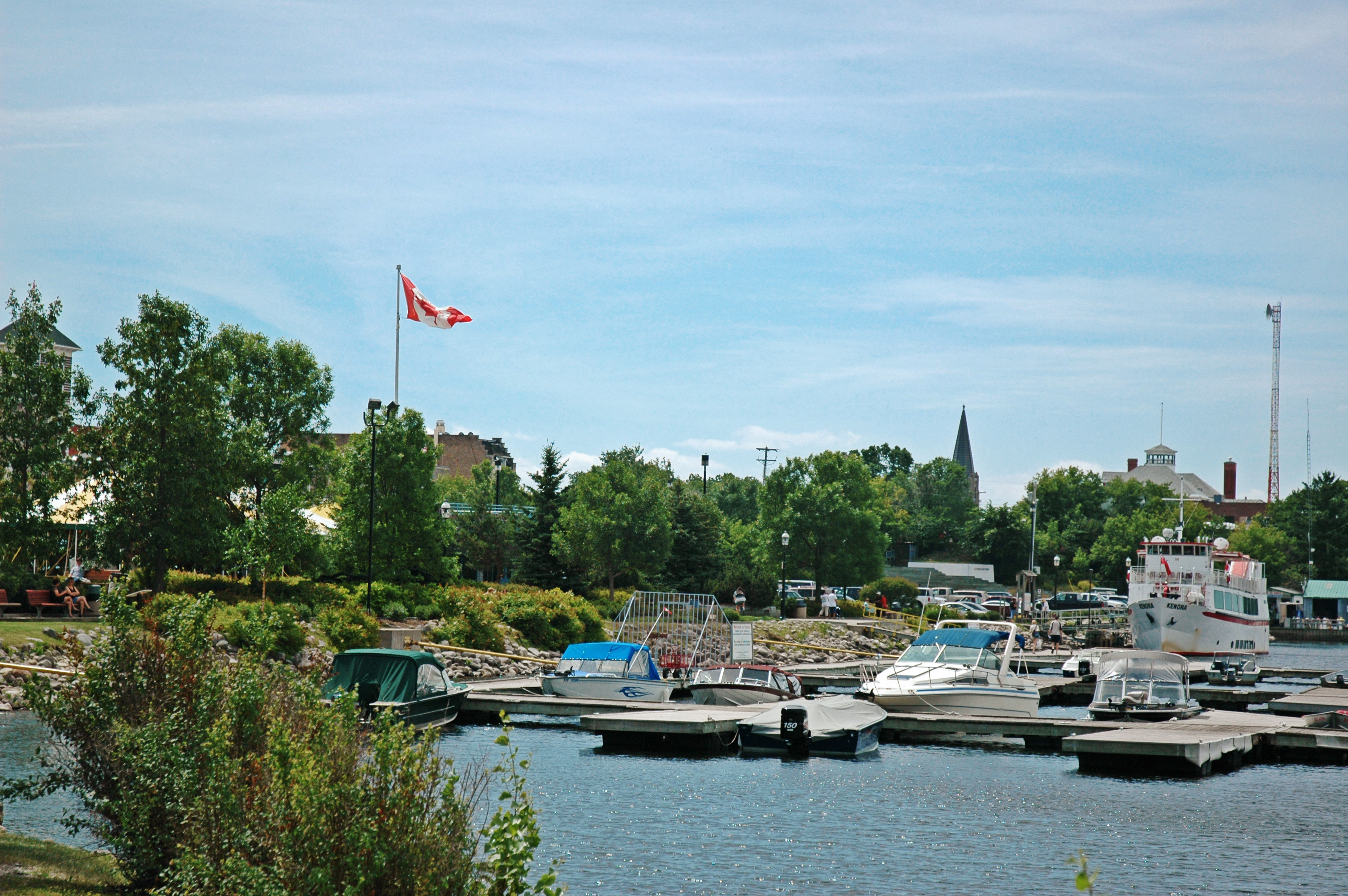
Кенора

Лесозаготовка, которая являлась ключевой отраслью, отошла на второй план в XX веке уступив место растущей индустрии туризма.